# Liparis collinsii
Liparis collinsii là một loài thực vật có hoa trong họ Lan. Loài này được B.Gray mô tả khoa học đầu tiên năm 1992.